# Norbert Rollinger

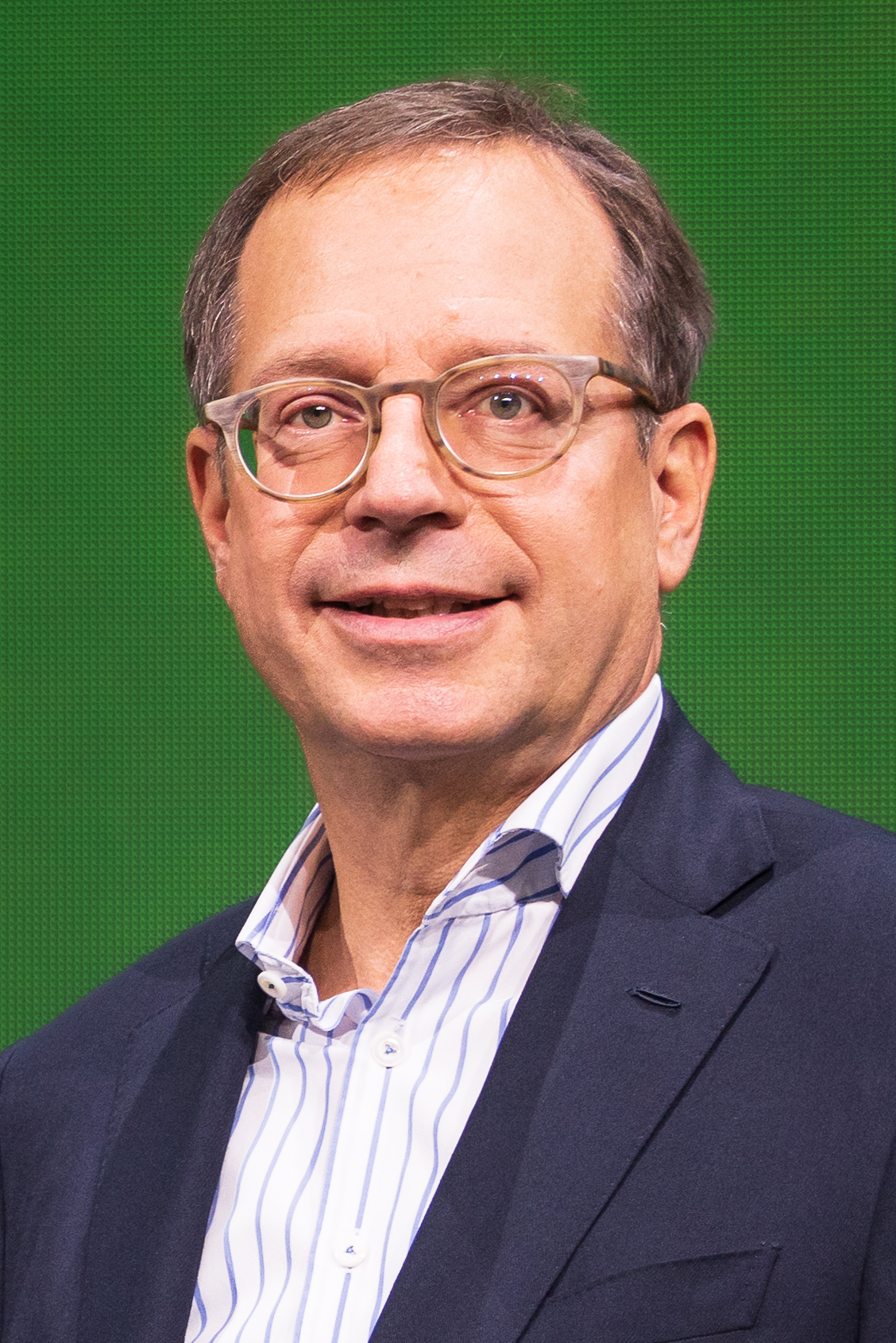
Norbert Rollinger (2020)

Norbert Rollinger (* 28. Februar 1964) ist ein luxemburgischer Versicherungsmanager. Seit 2017 ist er Vorstandsvorsitzender der R+V Versicherung, bei der er bereits seit 2009 dem Vorstand angehörte. Im September 2022 wurde Rollinger zum Präsidenten des Gesamtverbands der Deutschen Versicherungswirtschaft gewählt.

## Beruflicher Werdegang
Norbert Rollinger studierte Rechtswissenschaften und Betriebswirtschaft an der Ludwig-Maximilians-Universität München. Dort wurde er 1985 Mitglied der katholischen Studentenverbindung KDStV Aenania München im CV. 1990 wurde er an der Justus-Liebig-Universität Gießen mit der Arbeit Aufklärungspflichten bei Börsentermingeschäften zum Dr. iur. promoviert. 1990 begann er seine berufliche Karriere bei der Unternehmensberatung McKinsey & Company in Düsseldorf und Köln. 1995 wechselte er zur DBV-Winterthur Versicherungen. 1999 wurde er Direktor für das Privatkundengeschäft mit den Zuständigkeiten für Kraftfahrt-, private Sach- und Haftpflicht- sowie Unfallversicherungen in dem französischen Versicherungskonzern AXA.
2005 wurde Rollinger Vorstandsmitglied für Kompositversicherungen bei der Assicurazioni Generali in München, seit 2008 zudem bei der Hamburger Volksfürsorge Versicherungsgruppe. 2009 wurde er zum Vorstandsmitglied der R+V Versicherung berufen. Mit Wirkung zum 1. Januar 2017 wurde Norbert Rollinger vom Aufsichtsrat der R+V Versicherung AG zum Vorstandsvorsitzenden bestellt. Er ist Nachfolger von Friedrich Caspers, der zum Jahresende 2016 altersbedingt in den Ruhestand ging.
Am 21. September 2022 wählte das Präsidium des Gesamtverbands der Deutschen Versicherungswirtschaft Rollinger als Nachfolger von Wolfgang Weiler für eine zweijährige Amtszeit zum neuen Präsidenten, er wurde anschließend wiedergewählt. Der seinerzeit 58-Jährige hatte zuvor den GDV-Präsidialausschuss „Risikoschutz für Gesellschaft und Wirtschaft“ geleitet.